# ポール・ウェズレイ
ポール・ウェズリー（Paul Wesley
、1982年7月23日 - ）は、アメリカ合衆国の俳優。
本名は、パヴェウ・トマシュ・ヴァシレフスキ (Paweł Tomasz Wasilewski ポーランド語: ['pavɛw vaɕi'lɛfskʲi])。

## 来歴
アメリカ合衆国ニュージャージー州ニューブランズウィックでヴァシレフスキ家の子として1982年7月23日に誕生した。両親はともにポーランド人であり、姉モニカ、2人の妹ジュリアとリアがいた。主にニュージャージー州マルボロで育った。ポーランド語を流暢に解することができ、16歳まで毎年約4ヶ月間もの期間をヨーロッパのポーランドで生活した。小学校時代に教師から強制されたという学校の演劇に参加させられるが、これがのちに演技という新境地を開くことになった。両親が高い学費を支払った合衆国ニュージャージー州にあるカトリシズムの私立男子学校に入学した。学校生活の中では同級生と格闘の日々だったと、彼はのちに述懐している。
格闘のなか最終的に学校を追放された。以来、マルボロ高校に入学し、
高校在学中の1999年から、人気昼ドラ『ガイディング・ライト』にマックス・ニッカーソン役で出演を果たし、また、スケジュールの都合のため同高校を中退し、ニュージャージー州のハウエルにあるレイクウッド・プレップ学校（現在はモンマス・アカデミー）に転入、2000年に卒業した。卒業後、ラトガース大学に入学したが、自らにおける役者キャリアに没頭するためほどなくして中退した。2005年には、発音しにくいとの理由でポーランド語名ヴァシレフスキから英語風のウェズリーに変更した。
彼はテレビシリーズ『エバーウッド 遥かなるコロラド』に2003年から2004年のあいだにかけて9つのエピソードにゲスト出演、加えて、『24 -TWENTY FOUR-』、『ヤング・スーパーマン』、『パパにはヒ・ミ・ツ』、『コールドケース』、『The O.C.』、『LAW & ORDER:性犯罪特捜班』、『CSI:マイアミ』、『CSI:ニューヨーク』、『SHARK カリスマ敏腕検察官』、『女検死医ジョーダン』など様々なテレビシリーズにゲスト出演を果たした。2009年には、テレビシリーズ『ヴァンパイア・ダイアリーズ』にメインキャストとしてイアン・サマーハルダー、ニーナ・ドブレフと共演、彼はステファン・サルバトーレ役で若者たちの話題と人気をさらい、2010年から2013年にかけてピープルズ・チョイス・アワードとティーン・チョイス・アワードの各部門を受賞ならびにノミネートされた。

## 私生活

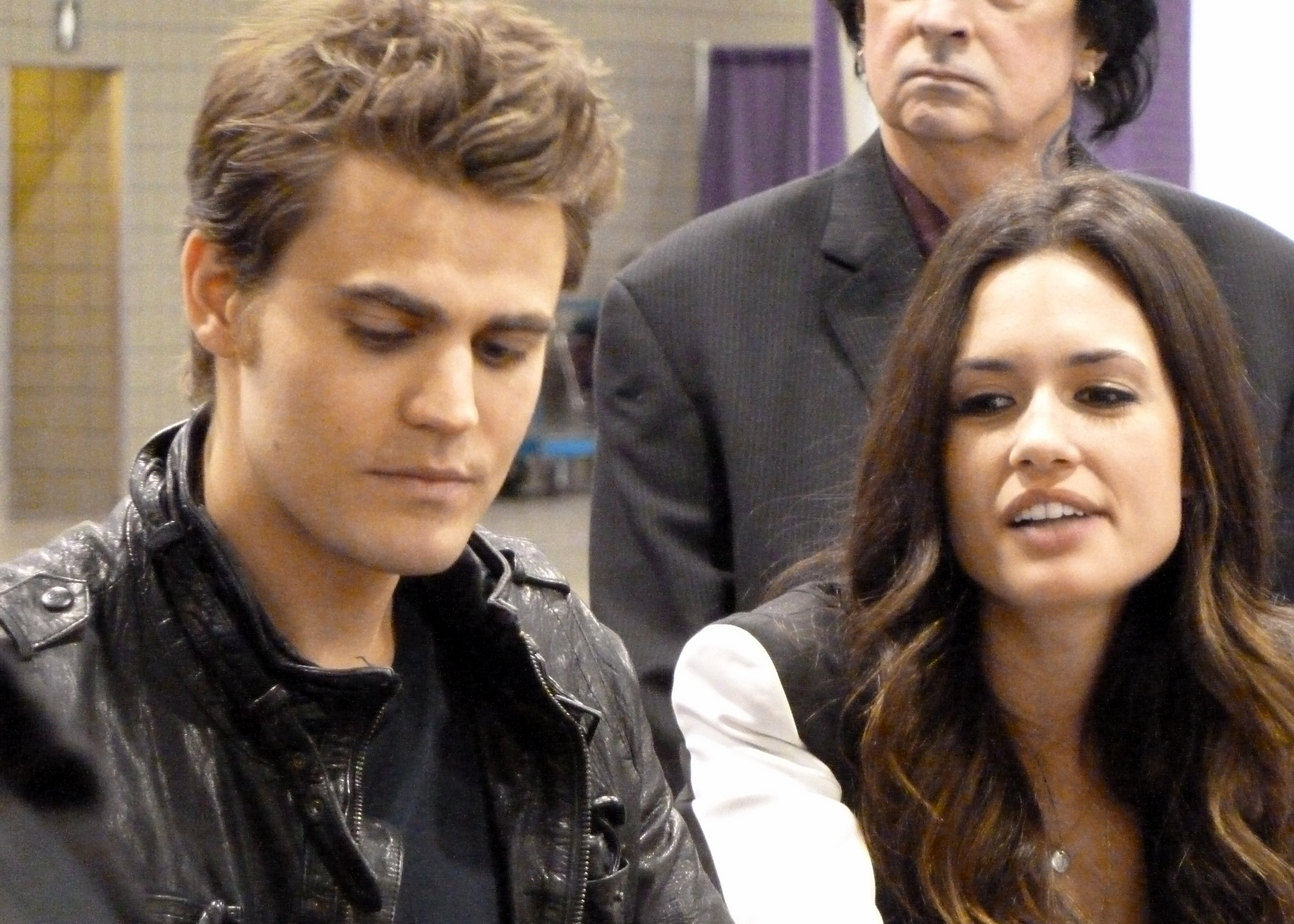
ポール・ウェズレイと婚約者の女優トーレイ・デヴィート（2012年）

2007年から交際していた女優トーレイ・デヴィートと2011年4月に挙式をした。2013年12月離婚が確定した。
2013年から女優フィービー・トンキンと交際していたが、2017年に破局した。
2019年、Ines de Ramonと再婚。2022年9月、別居を発表した。

## フィルモグラフィー

### 映画
| 年   | 邦題/原題                                      | 役名                 | 備考 |
| ---- | ---------------------------------------------- | -------------------- | ---- |
| 2004 | ラスト・ラン The Last Run                      | セス                 |      |
| 2005 | ロール・バウンス Roll Bounce                   | トロイ               |      |
| 2006 | ビーチ・エンジェルズ! Cloud 9                  | ジャクソン・ファーゴ |      |
| 2009 | スリル 少女たちの危険なアクセス Elsewhere      | ビリー               |      |
| 2013 | ギャングバスターズ The Baytown Outlaws         | アンソニー・リース   |      |
| 2016 | ニューヨーク、愛を探して Mothers and Daughters | ケヴィン             |      |

### テレビ
| 年          | 邦題/原題                                                                 | 役名                                                     | 備考                         |
| ----------- | ------------------------------------------------------------------------- | -------------------------------------------------------- | ---------------------------- |
| 2000        | LAW & ORDER:性犯罪特捜班 Law & Order: Special Victims Unit                | ダニー・バレル                                           | 1エピソード                  |
| 2001        | 心臓を貫かれて Shot in the Heart                                          | ゲイリー (15歳 - 22歳)                                   | テレビ映画                   |
| 2002        | LAW & ORDER:犯罪心理捜査班 Law & Order: Criminal Intent                   | ルーク・ミラー                                           | 1エピソード                  |
| 2003        | ヤング・スーパーマン Smallville                                           | ルーカス・ルソー                                         | 1エピソード                  |
| 2003        | The O.C.                                                                  | ドニー                                                   | 1エピソード                  |
| 2003 - 2004 | パパにはヒ・ミ・ツ 8 Simple Rules                                         | ダミアン                                                 | 1エピソード                  |
| 2003 - 2004 | エバーウッド 遥かなるコロラド Everwood                                    | トミー・キャラハン                                       | 9エピソード                  |
| 2004        | CSI:マイアミ CSI: Miami                                                   | ジャック・ワーナー・ブラッドフォード                     | 1エピソード                  |
| 2005        | LAW & ORDER:性犯罪特捜班 Law & Order: Special Victims Unit                | ルーク・ブレスリン                                       | 1エピソード                  |
| 2005        | CSI:ニューヨーク CSI: NY                                                  | スティーヴ・サンプラス                                   | 1エピソード                  |
| 2006        | 女検死医ジョーダン Crossing Jordan                                        | クエンティン・ベイカー                                   | 1エピソード                  |
| 2006        | FALLEN ～運命の天使～ Fallen                                              | アーロン・コーベット                                     | テレビ映画                   |
| 2007        | SHARK カリスマ敏腕検察官 Shark                                            | ジャスティン・ビショップ                                 | 1エピソード                  |
| 2008        | コールドケース 迷宮事件簿 Cold Case                                       | ピーティ・マーフィー (2008年)                            | シーズン5第１6話「チャンス」 |
| 2008 - 2009 | アーミー・ワイフ Army Wives                                               | ローガン・アトウォーター                                 | 6エピソード                  |
| 2009 - 2010 | 24 -TWENTY FOUR- 24                                                       | スティーヴン                                             | 4エピソード                  |
| 2009 - 2017 | ヴァンパイア・ダイアリーズ The Vampire Diaries                            | ステファン・サルヴァトーレ / サイラス / トム・エイヴリー | メインキャスト               |
| 2022-       | スタートレック:ストレンジ・ニュー・ワールド Star Trek: Strange New Worlds | ジェイムズ・カーク                                       | リカーリング                 |

## 参照
1. 1 2 3 4  “The 'good' vampire was a teenage bad boy”.  シカゴ・トリビューン. 2013年2月9日閲覧。
2. 1 2 3 4  “Paul Wesley Bio”.   Alloy Entertainment. 2013年2月9日閲覧。
3. ↑  “Vampire Diaries' Paul Wesley and actress Torrey DeVitto married!”.   Life & Style Weekly. 2013年2月9日閲覧。
4. ↑  “'Vampire Diaries' star Paul Wesley finalizes divorce”. Toronto Sun. (2013年12月24日) 2014年8月11日閲覧。
5. ↑  “Paul Wesley Dating Former Vampire Diaries Costar Phoebe Tonkin”. E! Online (2013年9月26日). 2022年9月20日閲覧。
6. ↑  “Paul Wesley and Phoebe Tonkin Break Up”. E! Online (2017年3月9日). 2022年9月20日閲覧。
7. ↑  “Surprise! The Vampire Diaries' Paul Wesley Is Married”. E! Online (2019年2月8日). 2022年9月20日閲覧。
8. ↑  “Paul Wesley and Wife Ines de Ramon Quietly Separate After 3 Years of Marriage” (英語). Peoplemag. 2022年9月20日閲覧。